# Titinio
Titinio (¿Roma, 200? a. C. - ¿?) fue un comediógrafo romano.
Creó el género de la fábula togata. Quedan de él 105 fragmentos pertenecientes a 15 piezas diversas de las que sólo conocemos el título (Barbatus, Caecus, Fullones, Gemina, Hortensius, Insubra?, Iurisperita, Prilia, Priuigna, Psaltria sive Ferentinatis, Quintus, Setina, Tibicina, Varus, Veliterna), además de una veintena de fragmentos extraídos de comedias cuyo título es desconocido. Su obra presenta trazos originales que ya en la Antigüedad le valieron el elogio de Varrón, sobre todo en cuanto toca a la caracterización de los personajes.